# Propiedades intensivas y extensivas
Las propiedades extensivas  son aquellas que dependen de la cantidad de materia que posee un cuerpo. Son propiedades aditivas. Estas magnitudes pueden ser expresadas como la suma de las magnitudes de un conjunto de subsistemas que forman el sistema original de cada materia.
Por el contrario, las propiedades intensivas son aquellas que no dependen de la masa; son magnitudes cuyo valor no es proporcional al tamaño del sistema que describe, son propiedades no aditivas.
Muchas magnitudes extensivas, como el volumen o la cantidad de calor, pueden convertirse en intensivas dividiéndolas por la cantidad de sustancia, la masa o el volumen de la muestra; resultando en valores por unidad de sustancia, de masa, o de volumen respectivamente; como lo son el volumen molar, la porosidad, el calor específico o el peso específico. Las propiedades intensivas son aquellas que no dependen de la masa por ejemplo la presión, la temperatura, densidad másica, el potencial químico, etc.

## Ejemplos de propiedades intensivas
Ejemplos de propiedades intensivas son: la elasticidad, el volumen específico (volumen ocupado por la unidad de masa), la densidad, el punto de ebullición, el punto de fusión, dureza, solubilidad, conductividad, presión, temperatura, compresibilidad. En general, todas aquellas caracterizan a una sustancia, diferenciándose de otras.
Si se tiene un litro de agua, su punto de ebullición es 100 °C (a 1 atmósfera de presión). Si se agrega otro litro de agua, el nuevo sistema, formado por dos litros de agua, tiene el mismo punto de ebullición que el sistema original. Esto ilustra la no aditividad de las propiedades intensivas.
Las propiedades intensivas se dividen en dos:
- Propiedades características: permite identificar las sustancias con un valor, p. ej. punto de ebullición, calor específico.
- Propiedades generales: común a diferentes sustancias.

## Ejemplos de propiedades extensivas
Ejemplos de propiedades extensivas son el peso, fuerza, longitud, volumen, masa y capacidad. Son aditivas porque los valores de una misma propiedad extensiva se pueden sumar. En general el cociente entre dos magnitudes extensivas nos da una magnitud intensiva, por ejemplo, de la división entre masa y volumen se obtiene la densidad.

### Combinación de magnitudes extensivas
Considérese un conjunto de magnitudes intensivas {\displaystyle (a_{1},\dots ,a_{m})} y un conjunto de magnitudes extensivas {\displaystyle (AA..1,\dots ,A_{n})}, y sea una función {\displaystyle F(a_{i};A_{j})} representa otra magnitud extensiva si para cualquier {\displaystyle \alpha \in \mathbb {R} }:

{\displaystyle F(a_{1},\dots ,a_{m};\alpha A_{1},\dots ,\alpha A_{n})=\alpha F(a_{1},\dots ,a_{m};A_{1},\dots ,A_{n}).\,}

Por tanto, las magnitudes extensivas son funciones homogéneas (de grado 1) con respecto a {\displaystyle A_{j}}. Se sigue del teorema de Euler sobre funciones homogéneas que:

{\displaystyle F(a_{1},\dots ,a_{m};A_{1},\dots ,A_{n})=\sum _{k=1}^{n}A_{k}\left({\frac {\partial F}{\partial A_{k}}}\right),}

donde las derivadas parciales se consideran respecto a todas las magnitudes excepto las {\displaystyle A_{j}}. El contrarrecíproco también es cierto, si una función no obedece la relación anterior, entonces no es una magnitud extensiva, de lo contrario sí lo sería.